# Mormyrus kannume
A Mormyrus kannume vagy nagy csőröshal a sugarasúszójú halak osztályába, az elefánthalak rendjébe és a csőrösszájú halfélék családjába tartozó faj. 

## Táplálkozás
A Mormyrus kannume testének izmaival gyenge elektromos töltést képes létrehozni, amely elektromos mezőt gerjeszt körülötte a vízben. Azonnal érzékelni tudja, ha ebben zavar támad, így éjjel vagy zavaros vízben könnyebben találja meg a táplálékát.

## Megjelenés
Testhossza 80 cm.

## Előfordulás
Afrikában a Nílus alsó folyásától egészen a Viktória-tóig honos.